# Tommy Doyle (fútbol americano)
Tommy Adam Doyle (Edina, Minnesota, 6 de mayo de 1998) más conocido como Tommy Doyle, es un jugador profesional estadounidense de fútbol americano que se desempeña en la posición de offensive tackle en Buffalo Bills, equipo de la National Football League (NFL).

## Carrera
Fue seleccionado en la quinta ronda en la Reunión Anual de Selección de Jugadores de la NFL de 2021. Hizo su debut profesional con el equipo Buffalo Bills, donde lleva jugando tres temporadas. El 14 de febrero de 2025, Doyle anunció su retiro por motivos médicos.